# Стефанакони (Вибо Валенција)
Стефанакони (итал. Stefanaconi) је насеље у Италији у округу Вибо Валенција, региону Калабрија.
Према процени из 2011. у насељу је живело 2466 становника. Насеље се налази на надморској висини од 368 м.

## Становништво
Према резултатима пописа становништва 2011. у општини је живело 2.526 становника.
| 1931. | 1936. | 1951. | 1961. | 1971. | 1981. | 1991. | 2001. | 2011. |
| ----- | ----- | ----- | ----- | ----- | ----- | ----- | ----- | ----- |
| 2.627 | 2.679 | 3.115 | 2.646 | 1.967 | 2.153 | 2.395 | 2.497 | 2.526 |